# Riksväg 14, Nederländerna

Sträckningen för nederländska riksväg 14.

Riksväg 14 (Rijksweg 14) i Nederländerna som går trakterna kring Haag. Vägen är motortrafikled.